# Gornja Šušaja
Gornja Šušaja (cyr. Горња Шушаја) – wieś w Serbii, w okręgu pczyńskim, w gminie Preševo. W 2002 roku liczyła 101 mieszkańców.